# Mîhia, Pervomaisk
Mîhia (în ucraineană Мигія) este localitatea de reședință a comunei Mîhia din raionul Pervomaisk, regiunea Mîkolaiiv, Ucraina.

## Demografie
Componența lingvistică a localității Mîhia
     Ucraineană (95,57%)
     Rusă (4,1%)
     Alte limbi (0,33%)
Conform recensământului din 2001, majoritatea populației localității Mîhia era vorbitoare de ucraineană (95,57%), existând în minoritate și vorbitori de rusă (4,1%).